# Spiritualita
Spiritualita (z lat. spiritualis, duchovní), česky duchovnost, hebrejsky ruchanijut, znamená životní praxi, způsob vnímání a osobního zacházení s tím, co člověka v různých rozměrech přesahuje. V tradičních přístupech může být řeč o Bohu, z hlediska soudobého poznání ale může být transcendence definována i různými způsoby nenábožensky. Lze ji též charakterizovat jako rozměr života, „v němž si uvědomujeme Boží přítomnost“. Náboženská spiritualita je vnitřní, osobní stránka zbožnosti a náboženství.

## Původ a význam
V individualizovaných kulturách se těžiště náboženského života pozvolna přesouvá od kolektivních vnějších projevů, slavností a obřadů, k vnitřnímu duchovnímu životu čili spiritualitě. Individualizované náboženství modlitby a meditace je součástí příslušné kultury a je tudíž poznamenáno jejími charakteristickými znaky. Proto se hovoří o spiritualitě různých dob (např. středověké, barokové, pietistické) a kulturních okruhů (např. spiritualitě východní), ale také o specifické spiritualitě různých církví, řeholních řádů a náboženských společenství.
Z toho lze usoudit, že ani ten nejosobnější duchovní život není zcela soukromý, nýbrž má také svoji společenskou stránku, protože vytváří širší nebo užší společenství, které chce a potřebuje svoji spiritualitu také předávat jako tradici. Vnitřní, duchovní život člověka je podstatnou složkou jeho osoby, a tedy také svrchovaným úkolem každého. Kultury a společnosti, které spiritualitě přikládaly větší význam a dosahovaly v ní také lepší úrovně než moderní společnosti konzumu, dobře věděly, že může snadno sklouznout do neplodných nebo dokonce nebezpečných poloh, jako je fanatismus nebo úzkostnost, vnitřní prázdnota nebo beznaděje. Poskytovaly a nabízely proto různé formy osvědčených zkušeností, osobního vedení, výcviku nebo „cesty“ (tao) a doporučovaly různé praktiky, které mohly jednotlivcům tento obtížný úkol usnadnit.
Význam spirituality zdůraznila v nedávné době řada psychologických škol. Např. logoterapie Viktora Frankla, knihy M. Scott Pecka, C. S. Lewise, Thomase Mertona nebo Anselma Grüna. Na druhé straně se „spiritualita“ stává často módním artiklem a nabízí se jako prostředek k dosažení vnitřní rovnováhy, k načerpání energie nebo dokonce k posílení zdraví. To všechno mohou být vedlejší účinky skutečné spirituality, v níž ale jde o jiné věci, například o hledání smyslu, o vyrovnání se sebou samým, s druhými a se světem. Pravá spiritualita je také svrchovaně osobní úkol a nedá se kupovat a prodávat jako služba.

## Výzkum spirituální zkušenosti v Česku
Výzkumu spirituality se v ČR intenzívně věnoval Psychologický ústav AV ČR pod vedením Prof. Pavla Říčana. K výstupům výzkumu patřil i test, kterým si lidé mohou ověřit charakter své spirituality (tzv. Pražský dotazník, je obdobou testů zpracovaných v jiných zemích). Někteří psychologové spojují smysluplně spiritualitu s devátým typem lidské inteligence - inteligencí existenciální, která se vztahuje ke vnímání a zpracování jevů, jež člověka v různých rozměrech přesahují.
Jiná studie zaměřená na výzkum spirituální zkušenosti realizovaná v České republice poukázala na vyšší spiritualitu mezi ženami a mezi vdovami a vdovci. S věkem také koreluje zvýšený výskyt spirituální zkušenosti. Jako omezení vzorku je ale konstatován nedostatečný počet věřících respondentů, což je důsledek realizace výzkumu na reprezentativním vzorku populace v (českém) sekulárním prostředí.